# Koeficient ročního využití
Koeficient ročního využití také koeficient využitelnosti je jedním z ukazatelů efektivity energetického zdroje. Ukazuje, nakolik je v průběhu roku využíván instalovaný výkon (výrobní kapacita) energetického zdroje. Počítá se jako porovnání skutečného množství vyrobené energie s teoretickým maximálním množstvím, vyrobeným při celoročním provozu se jmenovitým výkonem. U špičkových elektráren tedy jeho hodnota není příliš vypovídající.
Vypočte se podle vzorce:
{\displaystyle k_{r}={\frac {W_{r}}{P_{i}\cdot \ h}}}
kde:
- Wr vyjadřuje roční množství vyrobené energie (kWh/rok)
- Pi je instalovaný výkon (kW)
- h je počet hodin, které má rok (8760 kalendářní rok, 8784 přestupný rok)

Koeficient ročního využití se obvykle vyjadřuje v procentech.

## Koeficienty v praxi
Nízký index pro OZE zdroje způsoben zejména podmínkami, ve kterých jsou zdroje provozovány (slunce v noci nesvítí, při zatažené obloze a v zimě je výkon minimální, vyšší zeměpisná šířka znamená nižší využitelnou energii než na rovníku, vítr nefouká stále a podobně). Dalšími vlivy, které omezují výrobu a vedou ke zmaření produkce, je buď nízká poptávka po elektřině (elektřinu není komu dodat) nebo v případě OZE pak omezená kapacita elektrické přenosové soustavy (například v Německu, kde větrné offshore parky v Severním moři nemohou přenést vyrobenou energii do jižní části Německa, kde je většina průmyslu).
Na území ČR je koeficient ročního využití solární elektrárny 0,12 (12 %) a větrné elektrárny 0,20 (průměrně 20 %, ve výhodných lokalitách až 25 %).
Větrné turbíny na moři mají koeficient ročního využití 30 % až 50 %. V roce 2020 mělo 754 větrných turbín ve Finsku celkový koeficient 29,5 % (vyrobilo 5,9 GWh). V USA byl v letech 2013 až 2016 celkový koeficient 32,2 % až 34,7 %. V roce 2015 měla údajně 44 MW větrná elektrárna Eolo v Nikaragui koeficient 60,2 %.
V Kalifornii nebo v Texasu mají jaderné elektrárny koeficient využití okolo 90 % (část jde na vrub údržby, část je zmařena). V roce 2022 bylo v Texasu zmařeno v průměru 9 % elektřiny ze solárních parků a z větrných 5 %, přičemž tendence je růst zmařené produkce. Predikce na další desetiletí je až 25 % (solární) a 13 % (větrná).